# The Smuggler
The Smuggler (italienska: Luca il contrabbandiere) är en italiensk poliziottescofilm från 1980 i regi av Lucio Fulci.

## Rollista i urval
- Fabio Testi - Luca Ajello
- Ivana Monti - Adele Ajello
- Guido Alberti - don Morrone
- Marcel Bozzuffi - "Il Marsigliese"
- Venantino Venantini - Tarantino
- Saverio Marconi - Luigi Perlante
- Daniele Dublino - biträdande åklagaren
- Enrico Maisto - Michele Ajello
- Giordano Falzoni - läkaren